# العلاقات البنمية الليبية
العلاقات البنمية الليبية هي العلاقات الثنائية التي تجمع بين بنما وليبيا.

## مقارنة بين البلدين
هذه مقارنة عامة ومرجعية للدولتين:
| وجه المقارنة                                              | بنما                      | ليبيا                                       |
| --------------------------------------------------------- | ------------------------- | ------------------------------------------- |
| المساحة (كم2)                                             | 74.18 ألف                 | 1.76 مليون                                  |
| عدد السكان (نسمة)                                         | 4.10 مليون                | 6.37 مليون                                  |
| الكثافة السكانية (ن./كم²)                                 | 55.27                     | 3.62                                        |
| العاصمة                                                   | بنما                      | طرابلس                                      |
| اللغة الرسمية                                             | اللغة الإسبانية           | اللغة العربية، اللغة العربية الفصحى الحديثة |
| العملة                                                    | بالبوا بنمي، دولار أمريكي | دينار ليبي                                  |
| الناتج المحلي الإجمالي (بليون دولار)                      | 61.84 مليار               | 50.98 مليار                                 |
| الناتج المحلي الإجمالي (تعادل القوة الشرائية) بليون دولار | 87.37 مليار               | 69.32 مليار                                 |
| الناتج المحلي الإجمالي الاسمي للفرد دولار أمريكي          | 13.27 ألف                 |                                             |
| الناتج المحلي الإجمالي للفرد دولار أمريكي                 | 20.89 ألف                 | 15.60 ألف                                   |
| مؤشر التنمية البشرية                                      | 0.780                     | 0.724                                       |
| رمز المكالمات الدولي                                      | +507                      | +218                                        |
| رمز الإنترنت                                              | .pa                       | .ly                                         |
| المنطقة الزمنية                                           | 00                        | ت ع م+02:00، توقيت شرق أوروبا               |

## منظمات دولية مشتركة
يشترك البلدان في عضوية مجموعة من المنظمات الدولية، منها:
| علم المنظمة | اسم المنظمة                        | تاريخ انضمام بنما | تاريخ انضمام ليبيا |
| ----------- | ---------------------------------- | ----------------- | ------------------ |
|             | يونسكو                             | 10 يناير 1950     | 27 يونيو 1953      |
|             | مؤسسة التمويل الدولية              | 20 يوليو 1956     | 18 سبتمبر 1958     |
|             | منظمة حظر الأسلحة الكيميائية       | ?                 | ?                  |
|             | مؤسسة التنمية الدولية              | 1 سبتمبر 1961     | 1 أغسطس 1961       |
|             | وكالة ضمان الاستثمار متعدد الأطراف | 21 فبراير 1997    | 5 أبريل 1993       |
|             | الاتحاد البريدي العالمي            | ?                 | ?                  |
|             | منظمة الشرطة الجنائية الدولية      | ?                 | ?                  |
|             | الأمم المتحدة                      | 13 نوفمبر 1945    | 14 ديسمبر 1955     |
|             | الاتحاد الدولي للاتصالات           | 14 يوليو 1914     | 3 فبراير 1953      |
|             | البنك الدولي للإنشاء والتعمير      | 14 مارس 1946      | 17 سبتمبر 1958     |

## وصلات خارجية
- موقع وزارة الخارجية البنمية
- موقع وزارة الخارجية الليبية